# Colt (groupe)
Pour les articles homonymes, voir Colt.
Colt, anciennement Coline & Toitoine, est un groupe de musique électro-pop belge créé par Coline Debry et Antoine Jorissen. Le groupe est créé en 2018 et sort sa première chanson début 2019 sur les plateformes.

## Biographie
Antoine joue du piano depuis qu'il a 5 ans. Il a étudié la composition de musiques de films au Conservatoire de Mons. Coline a fait du chant lyrique et a participé à beaucoup de comédies musicales dès son plus jeune âge,. Elle est aussi la soeur du rappeur DIEGO, avec qui le groupe a écrit Break Up with Your Cellphone.
Antoine et Coline ont fait l'entièreté de leurs secondaires ensemble, à l'institut Saint-Boniface Parnasse, mais ce n'est qu'une fois l'école quittée qu'ils réalisent qu'ils ont une passion commune: la musique.
Le groupe s'est formé en 2018 et a donné son premier concert en 2019 au Saint-Louis Festival. En 2019, Colt sort plusieurs singles sur les plateformes de streaming et ses premiers clips sur YouTube. 4 autres singles suivent en 2020.
En 2021, le groupe Coline et Toitoine sort son premier EP de 7 titres, Soma. La majorité des titres sont écrits en anglais, sauf Lâchez-moi. Ils se produisent dans des festivals tels que les Nuits du Botanique, le Welcome Spring ! Festival ou Les Solidarités,.
En 2022, Coline et Toitoine jouent pour plusieurs évènements publics tels que la Belgian Pride, les Fêtes de Wallonie et la Fête de la Musique.
En septembre de la même année, ils décident de se renommer 'Colt' et de continuer leur ascension dans la musique en français. Le groupe assurera ensuite la première partie du concert de Pierre de Maere, à La Madeleine (Bruxelles). Deux nouveaux singles sont également publiés.
En 2023, Colt sort le single Insomnies fin février, qui atteint 1 million d'écoutes en un mois et les propulse. Le groupe annonce également la sortie d'un deuxième EP au printemps 2023 (Mille vies, reporté à septembre) et son premier concert en tête d'affiche en France. Il est de plus l'invité pendant une semaine du Europe 2 Lab, et participe à des festivals dont LaSemo. Le 21 juillet 2023, Colt joue au parc du Cinquantenaire, pour le concert gratuit de la fête nationale belge, devant la famille royale belge et un public de 100.000 personnes. Treize autres artistes belges étaient aussi présents à ce concert. Colt est de plus nommé pour le trophée Révélation belge de l'année des NRJ Music Awards 2023.

## Style musical
Leur style musical se définit principalement comme de l'électro-pop. Cependant, le groupe explore aussi d'autres genres, notamment l'indie et le folk. Alors qu'ils chantaient surtout en anglais aux débuts du groupe, certains morceaux plus récents sont en français.
Plusieurs de leurs chansons abordent des sujets de société, tels que l'intelligence artificielle dans AI Love Story, le changement climatique dans Anyway ou la pression sociale et les standards esthétiques féminins dans Under my Arms.

## Membres
- Coline Debry : chant, guitare
- Antoine Jorissen : clavier, boîte à rythmes, pad

## Engagement
Le 15 juillet 2025, le duo rejoint un collectif d'artiste qui critique la décision des Francofolies de Spa de programmer le chanteur Amir : "En tant qu'artistes programmés aux Francofolies de Spa, nous nous désolidarisons fermement de la décision de programmer Amir". Le collectif d'artistes pointe les positions politiques suivantes du chanteur Amir: "la participation à un événement dans la colonie illégale d'Hébron (...) sa présence à une soirée de soutien aux soldats de Tsahal, organisée par un politicien nationaliste d'extrême droite. Les artistes dénoncent également "son absence de prise de position critique face aux crimes commis par le gouvernement israélien, tout en ayant publiquement exprimé son soutien à celui-ci.".

## Discographie

### Singles
- 2018 : Write a Song
- 2018 : The Shore
- 2018 : 1999
- 2019 : Outside
- 2019 : Write a song
- 2019 : Break up with Your Cellphone (feat. DIEGO)
- 2019 : Comfort Zone
- 2019 : Alicia
- 2019 : Anxiously Me
- 2020 : Do I Go to Oslo?
- 2020 : Once More
- 2020 : Première Fois
- 2020 : North
- 2020 : Tell the Lord
- 2021 : Creep (cover de RadioHead)
- 2021 : Anyway
- 2021 : Snowman (cover de Sia)
- 2021 : Crazy (cover de Gnarls Barkley)
- 2022 : La Bohème (cover de Charles Aznavour)
- 2022 : La salle aux lumières
- 2022 : Ramenez-moi
- 2023 : Insomnies
- 2023 : Oublie pas OK ?
- 2023 : Insomnies (Version Acoustique)
- 2024 : Esquive
- 2024 : Reboot
- 2024 : Demi-mot
- 2025 : Saveur coeur abîmé